# Bismuth(III) chloride
Bismuth(III) chloride, còn được đề cập với dưới cái tên bơ của bismuth là một hợp chất vô cơ có thành phần gồm hai nguyên tố là bismuth và chlor, với công thức hóa học được quy định là BiCl3. Hợp chất này là nguồn phổ biến của ion Bi3+. Hợp chất này tồn tại dưới dạng khí và tinh thể đều sử dụng một cấu trúc hình chóp, phù hợp với lý thuyết VSEPR.

## Điều chế
Bismuth(III) chloride có thể được tổng hợp trực tiếp bằng cách cho dòng khí chlor đi qua kim loại bismuth.
2Bi + 3Cl2 → 2BiCl3
hoặc bằng cách hòa tan kim loại bismuth trong nước thủy ngân, làm bay hơi hỗn hợp để tạo ra BiCl3·2H2O, có thể được chưng cất để tạo thành hợp chất bismuth(III) chloride khan.
Ngoài ra, nó có thể được điều chế bằng cách thêm acid hydrochloric vào bismuth(III) oxide và làm bay hơi dung dịch.
Bi2O3 + 6HCl → 2BiCl3 + 3H2O
Ngoài ra, hợp chất có thể được điều chế bằng cách hòa tan bismuth trong acid nitric đặc và sau đó thêm natri chloride dạng rắn vào dung dịch này.
Bi + 6HNO3 → Bi(NO3)3 + 3H2O + 3NO2 → Bi(NO3)3 + 3NaCl → BiCl3 + 3NaNO3

## Hợp chất khác
BiCl3 còn tạo một số hợp chất với NH3, như BiCl3·½NH3 là chất rắn đỏ, BiCl3·2NH3 là chất rắn lục nhạt-xám không tinh khiết hay BiCl3·3NH3 là chất rắn không màu.
BiCl3 còn tạo một số hợp chất với CS(NH2)2, như BiCl3·2CS(NH2)2 là chất rắn màu vàng, 3BiCl3·7CS(NH2)2 là tinh thể vàng, D = 2,52 g/cm³ hay BiCl3·3CS(NH2)2 là tinh thể vàng (rutil, D = 2,3 g/cm³), cam (ba nghiêng, D = 2,37 g/cm³). Dạng ⅔ nước có màu cam, D = 2,37 g/cm³.